# René Steinberg

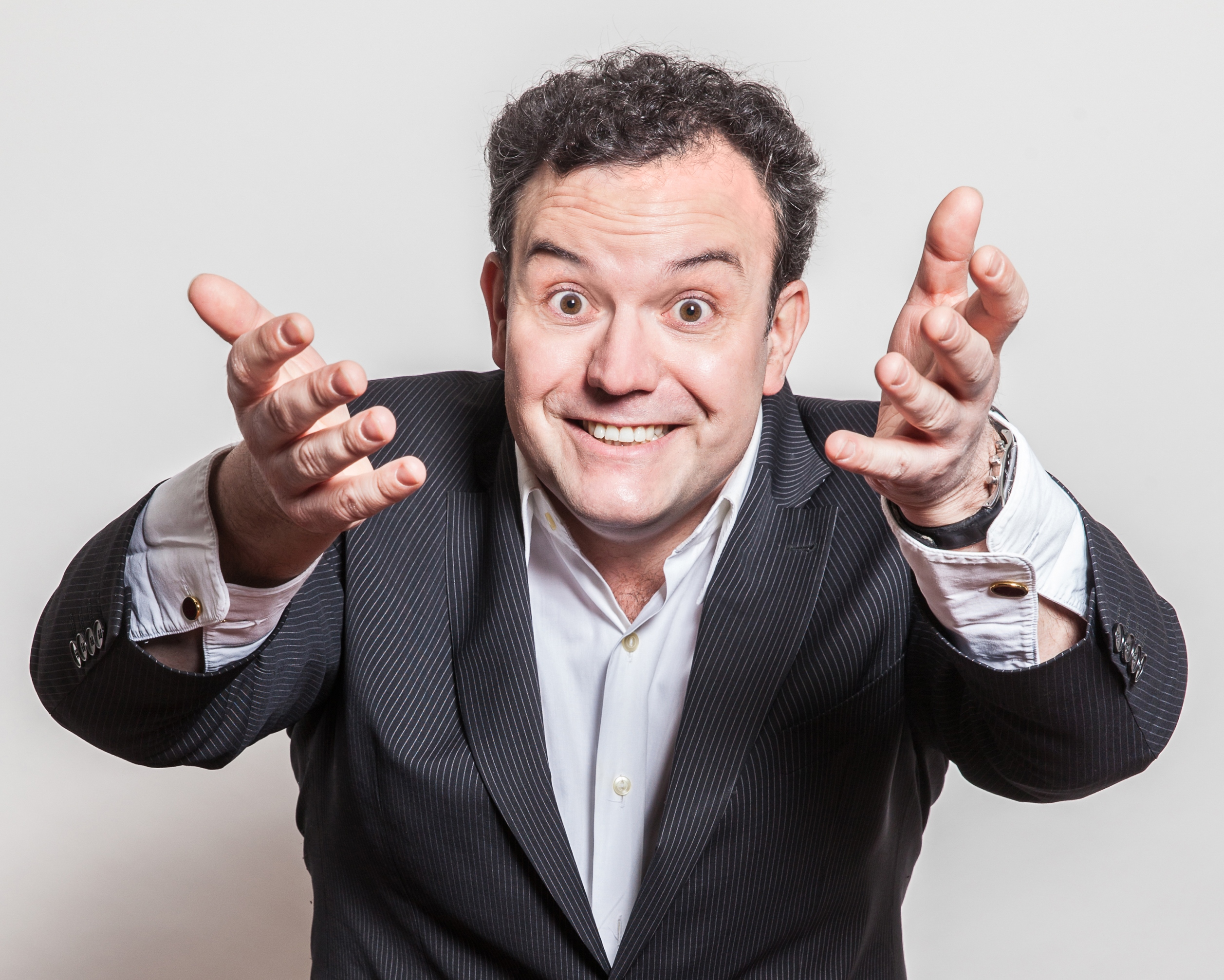
René Steinberg (2015)

René Steinberg (* 10. April 1973 in Mülheim an der Ruhr) ist ein deutscher Kabarettist und Autor.

## Leben
Nach dem Abitur am Gymnasium Heißen begann Steinberg ein berufliches Schulungsjahr im kaufmännischen Bereich. Eineinhalb Wochen später schrieb er sich für ein Studium der Germanistik mit Abschluss Magister an der Universität-Gesamthochschule Essen ein. Während des Studiums arbeitete er als freier Mitarbeiter für die Essener Lokalredaktion der WAZ sowie als Reporter, Moderator und Nachrichtensprecher für den Radiosender Antenne Ruhr.
1998 erhielt er mit dem Heimatarchiv bei Antenne Ruhr seine erste eigene Comedy-Serie, die mit mehr als 300 Folgen insgesamt sechs Jahre lang auf Sendung war. Daneben betätigte sich Steinberg als freier Autor und Texter, unter anderem für die Harald-Schmidt-Show. Durch die Teilnahme an einem Wettbewerb des Frühstyxradios wurde der SWR auf ihn aufmerksam und engagierte Steinberg 1999 als freien Mitarbeiter für seine Comedy-Sparte. Zwei Jahre später wechselte er zum WDR, wo er mit Radioformaten wie Die von der Leyens, Sarko de Funès und Schloss Koalitionsstein bald einem breiten Publikum bekannt wurde. Seit 2006 machen Bühnenprogramme einen wesentlichen Teil seiner Arbeit aus. 2008 gründete Steinberg mit Matthias Reuter, Benjamin Eisenberg und Marko Jonas Jahn das Ensemble Nachgewürzt (mit regelmäßigen Auftritten im Oberhausener Zentrum Altenberg). Daneben erarbeitete er mit seiner Radiokollegin Maria Grund-Scholer Bühnenversionen der WDR-Radioformate, mit denen beide sich seit 2009 unter dem Titel Lachen Live regelmäßig auf Tour begaben. 2012 hatte er Premiere mit seinem ersten Soloprogramm Wer lacht, zeigt Zähne, für das er gleich im ersten Jahr mehrere Kleinkunstpreise erhielt. 2014 startete sein Soloprogramm Gebt dem Unsinn das Kommando. 2015 war er wieder mit einem neuen WDR2-Lachen-Live Programm in ganz NRW unterwegs (erstmals ohne Grund-Scholer). Ende 2016 war die Premiere des aktuellen Soloprogramms Irres ist menschlich. 2019 folgte Freuwillige vor!, welches nach der Erfahrung der Corona-Krise Anfang 2022 noch einmal komplett umgearbeitet wurde.
Seit 2017 engagiert sich Steinberg für die Neven-Subotic-Stiftung und hat mehrere Brunnenprojekte in Äthiopien und Kenia ermöglicht
Im Sommersemester 2021 war Steinberg Lehrbeauftragter an der Universität Kassel.